# Convento de Nossa Senhora de Jesus
O Convento de Nossa Senhora de Jesus ou Convento de Nossa Senhora de Jesus da Ordem Terceira de São Francisco foi um convento da Ordem Terceira de São Francisco que existiu na actual freguesia da Misericórdia (Lisboa), em Lisboa, e que, na sequência da extinção das ordens religiosas em Portugal, em 1834, passou a ser utilizado pela Academia das Ciências de Lisboa e pelo Museu de Geologia.
O Convento de Nossa Senhora de Jesus e restos da cerca conventual, incluindo a Igreja de Nosso Senhor de Jesus, a Academia das Ciências, o Museu Geológico, a Capela da Ordem Terceira de Nosso Senhor de Jesus e o Hospital de Jesus estão classificados como Conjunto de Interesse Público desde 2010.

## História
Em 1582, foi doado pelos seus proprietários à Ordem Terceira de São Francisco um terreno no lado poente do Bairro Alto, em Lisboa, onde existia a pequena Ermida da Mãe do Céu, e onde, em 1595, a Ordem funda com ajuda de esmolas o Convento de Nossa Senhora de Jesus.
A construção da Igreja de Nossa Senhora de Jesus anexa ao Convento é iniciada em 1615 sendo concluída em 1623, e sendo a capela-mor inaugurada em 1633.
O Terramoto de 1755 provocou enormes estragos no Convento e na Igreja, tendo a sua reedificação sido realizada com a supervisão dos provinciais da Ordem Frei José Teixeira e Frei Francisco de Jesus Maria e com o patrocínio do futuro Marquês de Pombal, sendo desta época a reconstrução o frontispício da Igreja e a Biblioteca do Convento e a criação de um Gabinete de História Natural.
Tendo atingido o seu máximo esplendor no final do século XVIII, e com a extinção das ordens religiosas, a comunidade franciscana do Convento é obrigada a abandoná-lo, o qual será ocupado pouco depois pela Academia das Ciências de Lisboa. A Ordem Terceira manteve a posse do Hospício dos Terceiros de Jesus (o edifício que se situa à esquerda do frontespício da Igreja das Mercês) o qual sofreu posterior ampliação e que foi transformado, em 1930, no que é o actual Hospital de Jesus.
A Igreja do Convento tornou-se, em 1835, a sede da paróquia de Nossa Senhora das Mercês, passando a ser designada de Igreja Paroquial de Nossa Senhora das Mercês e foi objecto de importantes obras de melhoramento em 1840, e que foi classificada como Imóvel de Interesse Público em 1944. A Paróquia das Mercês havia sido criada em 1632 com sede na Igreja da rua Formosa entretanto desaparecida.
Em 1903, em terreno que pertencia ao Convento de Jesus, foi erigido o Liceu Passos Manuel escola do ensino secundário que ainda se encontra em actividade.